# Ocupação estadunidense de Veracruz
Para outras batalhas em Veracruz ver Batalha de Veracruz (desambiguação)

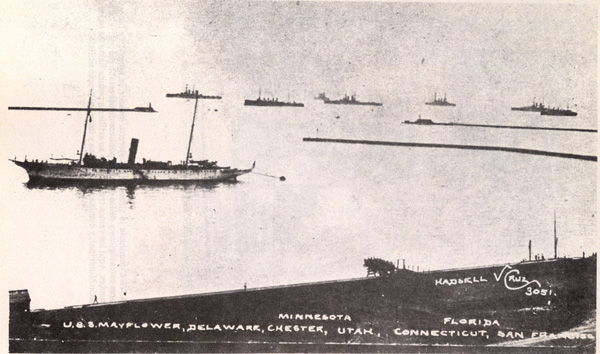
Ocupação estadunidense de Veracruz

A ocupação de Veracruz pelos Estados Unidos durou seis meses, em resposta ao incidente de Tampico em 9 de abril de 1914, que forneceu um pretexto para o governo dos Estados Unidos aumentasse seu ressentimento com o governo de Victoriano Huerta. Começou com a captura do porto em 21 de abril de 1914 e culminou com a saída das tropas estrangeiras em 23 de novembro do mesmo ano. O incidente ocorreu em meio as más relações diplomáticas dos Estados Unidos com o México, como resultado da Revolução Mexicana. 
A Segunda intervenção americana foi desencadeada por uma deterioração das relações diplomáticas entre ambos os países, e o início de uma nova fase da Revolução Mexicana, em que uma facção de oposição ao governo de Victoriano Huerta depois do seu golpe. Huerta, que tinha subido ao poder através do chamado pacto da Embaixada com Henry Lane Wilson, tentou falar com todos os custos das muitas facções se opuseram ao seu governo. Com a chegada de Woodrow Wilson, que se tornou presidente dos Estados Unidos, o tratado concordado não foi reconhecido, e o ex-embaixador se retirou de Andaluzia não reconheceu o governo huertista; legitimando o movimento rebelde. Este fato levou as relações diplomáticas com o país em crise, além do incidente de Tampico e do incidente de Ypiranga que desencadearam a intervenção. Os EUA desembarcaram em Veracruz com 44 barcos e nenhum aviso ou  declaração de guerra para o governo mexicano. O ataque começou no porto em 21 de abril de 1914, ocupando os mais importantes edifícios. As tropas do comandante militar da praça, o general Gustavo Massa, foram retiradas de lugar por ordem de Huerta. Apesar disso, um sistema integrado de defesa de noventa Cadetes da Escola Naval Militar, com 100 soldados do 19.º batalhão e civis voluntários. Durou até novembro até as forças constitucionalistas do General Heriberto Jara reconquistarem a cidade.